# Eparchia Isfahanu
Eparchia isfahańska (łac. Eparchia Hispahanensis Armenorum)  – eparchia Kościoła katolickiego obrządku ormiańskiego w Iranie z siedzibą w Isfahanie.

## Charakterystyka
Eparchia isfahańska obejmuje wszystkich katolików obrządku ormiańskiego mieszkających w Iranie. Składa się z tylko jednej parafii.

## Ordynariusze
- Joannes Derderian (30 kwietnia 1850 - 1852)
- Joannes Zadighian (5 kwietnia 1859 - 22 kwietnia 1860)
- Gregoriius Dabanly (Dabanlian) (26 kwietnia 1861)
- John Baptist Apcar (24 września 1954 - 9 lipca 1967)
- Léonce Tchantayan (29 sierpnia 1967 - 16 stycznia 1972)
- Vartan Tekeyan ICPB 6 grudnia 1972 - 12 kwietnia 1999)
- Nechan Karakéhéyan ICPB – (27 września 2000 – 2 kwietnia 2005) (administrator apostolski 2 kwietnia 2005 – 1 października 2015)
- Sarkis Davidian ICPB (od 1 października 2015)